# Chloé Zhao
Pour les articles homonymes, voir Zhao (homonymie).
Chloé Zhao (en chinois : 赵婷 ; Zhào Tíng en hànyǔ pīnyīn), née le 31 mars 1982 à Pékin, est une réalisatrice et scénariste chinoise. En 2021, elle reçoit les Oscars du meilleur film et de la meilleure réalisatrice pour Nomadland. La même année, elle est la réalisatrice et scénariste du film de l'univers cinématographique Marvel Les Éternels.

## Biographie
Après avoir vécu toute son enfance à Pékin, elle part pour Londres puis étudie les sciences politiques au Mount Holyoke College (Massachusetts) et la production cinématographique à l'université de New York,.
Son premier long métrage, Les Chansons que mes frères m'ont apprises (Songs My Brothers Taught Me), est présenté au Festival du film de Sundance 2015 puis à la Quinzaine des réalisateurs au Festival de Cannes 2015.
Son second long métrage, The Rider, est présenté à la Quinzaine des réalisateurs au Festival de Cannes 2017 où il remporte le Prix Art Cinema du meilleur film de cette sélection parallèle. Il est ensuite sélectionné au Festival du cinéma américain de Deauville 2017 où il remporte le Grand prix. À la 33e édition du Film Independent's Spirit Awards, les prix qui récompensent le meilleur du cinéma indépendant aux États-Unis, le film The Rider permet à Chloé Zhao de remporter la première édition du Bonnie Award. Le Bonnie Award a été nommé ainsi en hommage à Bonnie Tiburzi Caputo, première femme pilote dans une ligne aérienne commerciale. Elle avait été embauchée en 1973, à l’âge de 24 ans, par American Airlines, qui commandite le prix. Cette bourse de 50 000 $ permet d'encourager les femmes cinéastes en milieu de carrière.
En 2018, elle écrit et dirige Nomadland, son troisième long-métrage, qui lui vaudra de remporter le Lion d'or à la Mostra de Venise 2020 puis le Golden Globe de la meilleure réalisation en 2021. Elle devient alors la deuxième femme réalisatrice à remporter ce Golden Globe après Barbra Streisand pour Yentl en 1984 et la première personne venue d'Asie à avoir un Golden Globe. Elle remporte les Oscars du meilleur film et de la meilleure réalisatrice lors des Oscars 2021 pour le même film. Elle est la deuxième femme à recevoir l'Oscar de la meilleure réalisation après Kathryn Bigelow.
En septembre 2018, elle est choisie pour réaliser le long métrage Les Éternels pour Marvel Studios avec Angelina Jolie et Salma Hayek en actrices principales. Le film sort en France en novembre 2021. Il s'avère que Chloé Zhao est depuis toujours une grande connaisseuse de l'univers des Marvel Comics, et du MCU et qu'elle a elle-même proposé ses services à Kevin Feige, étant un moment pressentie pour réaliser Black Widow, avant de s'atteler à l'écriture du scénario des Éternels. Elle impose d'ailleurs sa vision, délaissant au maximum les « écrans verts » et les effets spéciaux tapageurs pour tourner le plus possible en extérieur.
Elle réalise ensuite Hamnet, prévu pour 2025, adaptation du roman du même nom de Maggie O'Farrell publié en 2020. Le film explore — de manière fictive — le deuil d'Agnes et William Shakespeare, après la mort de leur fils Hamnet, âgé de 11 ans.

## Réception de son œuvre en Chine
Chloé Zhao a quitté la Chine à l’âge de 15 ans, pour aller étudier en Grande-Bretagne puis vivre aux États-Unis. Cet éloignement, conjugué aux critiques qu'elle a exprimées sur la Chine lui vaut d'être vue par certains Chinois comme une « traîtresse ». En 2013, dans une interview pour Filmmaker Magazine, elle dit se rappeler la Chine de son enfance comme un pays où « le mensonge est partout ».
En 2020, une de ses interviews pour le journal australien News.com suscite la polémique : le texte change de version. Dans la première version, Chloé Zhao est citée ainsi : « Les États-Unis sont maintenant [now] mon pays. ». L'article est ensuite rectifié ainsi : « Les États-Unis ne sont pas [not] mon pays».
Son film The Rider n'est pas distribué en Chine. Nomadland devait sortir en avril 2021, mais le film subit des menaces de censure.

## Filmographie

### Courts métrages
- 2008 : Post
- 2009 : The Atlas Mountains
- 2010 : Daughters
- 2011 : Benachin

### Longs métrages
- 2015 : Les chansons que mes frères m'ont apprises (Songs My Brothers Taught Me)
- 2017 : The Rider
- 2020 : Nomadland
- 2021 : Les Éternels (Eternals)
- 2025 : Hamnet

## Distinctions

### Récompenses
- Festival international du court métrage de Palm Springs 2010 : Prix du meilleur court métrage pour Daughters
- Festival de Cannes 2017 : Prix Art Cinéma du meilleur film de la Quinzaine des réalisateurs pour The Rider
- Festival du cinéma américain de Deauville 2017 : Grand prix pour The Rider
- Mostra de Venise 2020 : Lion d'or pour Nomadland
- Satellite Awards 2021 : Meilleure réalisatrice pour Nomadland
- Golden Globes 2021 : Meilleur film dramatique et meilleure réalisatrice pour Nomadland[19]
- Baftas 2021 : Meilleur film et meilleure réalisatrice pour Nomadland
- Oscars 2021 : Meilleur film et meilleure réalisatrice pour Nomadland

### Sélection
- Festival international du court métrage de Clermont-Ferrand 2010 : Sélection en compétition internationale pour Daughters

### Nominations
- Golden Globes 2021 : Meilleur scénario pour Nomadland
- Oscars 2021 : Meilleur scénario adapté et meilleur montage pour Nomadland